# Verbrandingskamer (gasturbine)

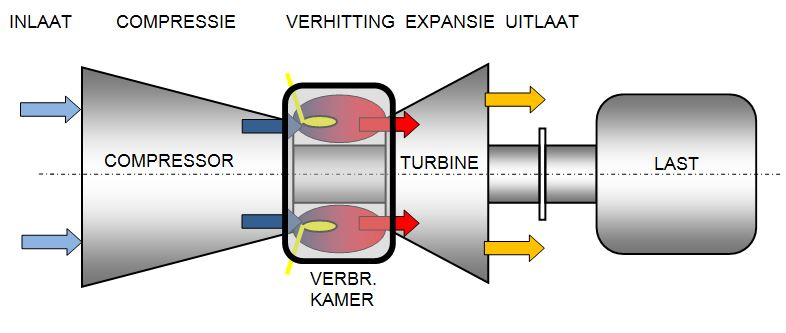
De verbrandingskamer, deel van een gasturbine

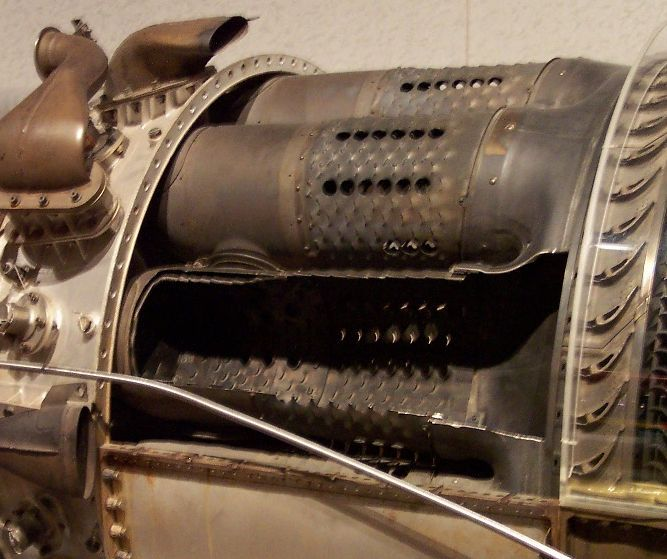
Verbrandingskamers (can type) van een General Electric J79

De verbrandingskamer van een gasturbine dient voor het verhitten van de lucht van hoge druk, die door de compressor is aangevoerd. De hete gassen uit de verbrandingskamer gaan naar de  turbine.

## Brandstof
Als brandstof voor een gasturbine wordt meestal aardgas, kerosine of dieselolie gebruikt. De gasturbine kan echter werken met elke brandstof waarvoor een geschikt verbrandingssysteem te ontwikkelen is (bijvoorbeeld houtzaagsel is experimenteel gebruikt).

## Constructie
De verbrandingskamer bestaat in het algemeen uit een huis dat voldoende sterk is om de druk van de gecomprimeerde lucht te kunnen weerstaan, met daarin een dunwandige voering (de "liner" of "combustor"). De voering bevat een groot aantal speciaal gevormde gaatjes, die een gelijkmatige luchtstroom van de buitenkant van de voering naar de binnenkant bewerkstelligen. Deze luchtstroom dient voor koeling van de voeringwand ("koellucht"). Ook zijn er in de voering grotere gaten aangebracht, waardoor een grote hoeveelheid lucht radiaal de verbrandingskamer ingeblazen wordt ("menglucht"). Aan de voorkant bevinden zich de verstuivers of branders, centraal in de voering. Hier wordt de brandstof ingespoten en er komt ook de noodzakelijke verbrandingslucht naar binnen ("verbrandingslucht"). Zo wordt de luchtstroom vanuit de compressor in drie stromen verdeeld:
- verbrandingslucht naar de branders (25 tot 50%)
- koellucht voor de voeringwand
- menglucht

Alle lucht komt uiteindelijk aan de binnenkant van de voering en wordt door de vlam verhit.
Rond de verstuivers zorgen wervelkamers voor een wervelende luchtstroom, waarin de brandstof goed met lucht gemengd wordt. Bij het starten van de gasturbine wordt de brandstof door een vonkende bougie ("igniter") ontstoken. Daarna is de verbranding continu en de bougie wordt uitgeschakeld. Bij sommige gasturbines wordt de aanwezigheid van de vlam bewaakt met een of meer vlambewakers ("flame detectors").

## Uitvoeringsvormen

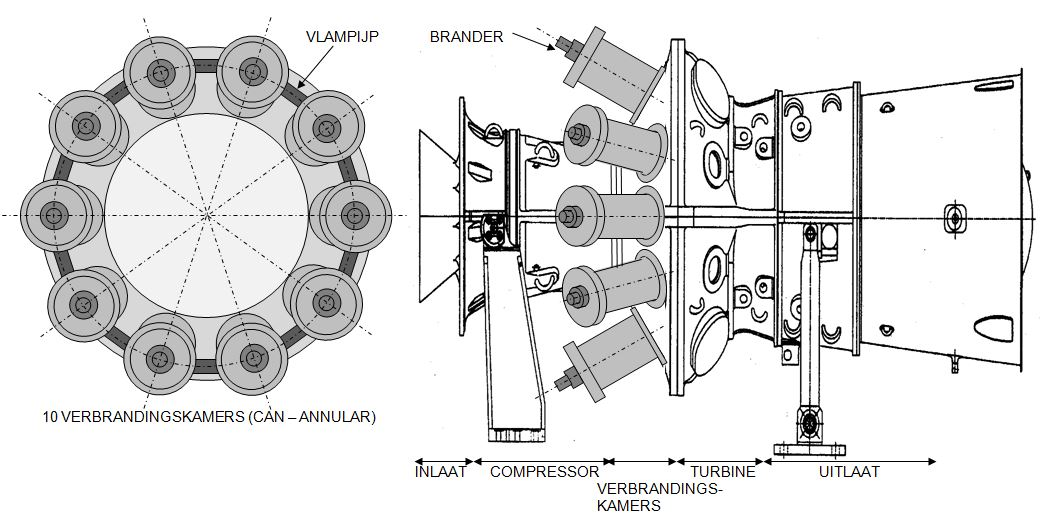
Verbrandingskamers gasturbine (can-annular)

De verbrandingskamer van een vliegtuigmotor is vrijwel altijd ringvormig, waarin een ring van kerosineverstuivers gemonteerd is. Een ringvormige kamer wordt in het Engels "annular combustor" genoemd. Oudere motoren zijn nog weleens uitgerust met een aantal cilindervormige kamers, die rondom de motor gegroepeerd zijn. Dit noemt men "combustion cans". Als de cilindervormige kamers met elkaar verbonden zijn door vlampijpen, waarmee de ontsteking vereenvoudigd wordt (de ene kamer ontsteekt de andere), gebruikt met het verzonnen woord can-annular of "cannular". 
Op grote industriële gasturbines treft men ook "combustion cans" aan, of er is één grote verbrandingskamer naast de machine opgesteld. In alle gevallen geldt dat de weg die de lucht moet afleggen van de compressor naar de verbrandingskamer en vervolgens naar de turbine, zo kort als mogelijk moet zijn, om stromingsverliezen te beperken.

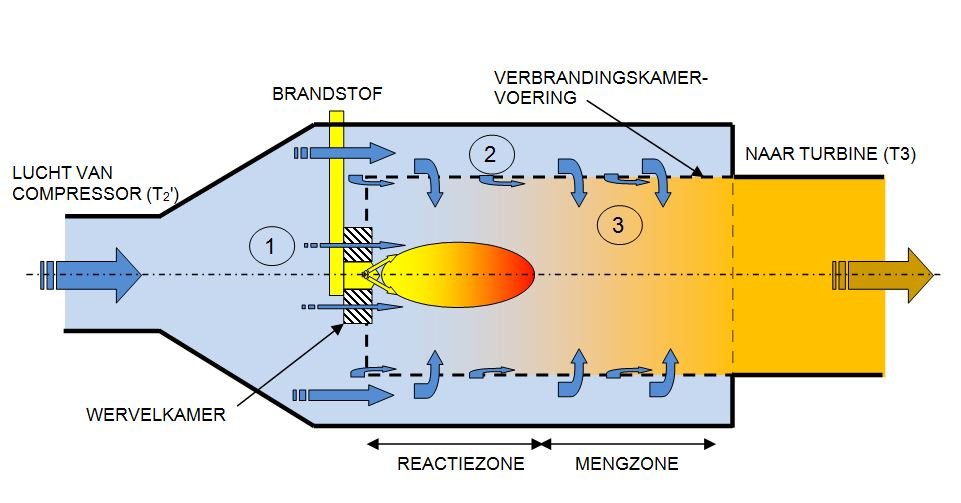
Principe van een verbrandingskamer met rechtdoor gaande stroming
1 = verbrandingslucht, 2 = koellucht en 3 = menglucht

Naar de wijze waarop de lucht door de verbrandingskamer stroomt onderscheidt men kamers met rechtdoor gaande stroming en met omkerende stroming. De figuur hiernaast laat het principe zien van een verbrandingskamer met rechtdoor gaande stroming, waar de lucht via de kortste weg van de compressor naar de turbine stroomt.

## Drukval over de verbrandingskamer
De lucht ondervindt bij het stromen door de gaatjes in de voering van de verbrandingskamer enige weerstand. Dit heeft tot gevolg dat de uitlaatdruk van de verbrandingskamer iets lager is dan de compressorpersdruk (orde van grootte drukval: 2 tot 5%). Daardoor werkt de turbine met een iets lagere drukverhouding dan de compressor. Ziet men af van deze kleine drukverlaging, dan kan men stellen dat de lucht bij constante druk verhit wordt van de compressorperstemperatuur T2' tot de turbine-inlaattemperatuur T3.

## Verhitting van lucht
Door het verbranden van brandstof ontstaat er in het centrum van de verbrandingskamer een vlam met hoge temperatuur, tussen de 1600 en 2000°C. Die temperatuur is veel te hoog voor de materialen van de turbine, waar de gassen heen stromen. Door de menglucht en de koellucht, in totaal 50 tot 75% van de beschikbare lucht, te mengen bij de hete verbrandingsgassen, wordt een temperatuur verkregen die acceptabel in voor de turbineschoepen (typisch 1200°C). 
Stel de temperatuur van de doorstromende lucht stijgt van T2' (gemeten perstemperatuur compressor) tot T3 (inlaattemperatuur turbine), dan geldt de energiebalans (per kg lucht):
{\displaystyle Q_{1}\ =\ Cp_{v}*\left(T_{3}-T_{2'}\right)} [kJ/kg]
Hierin is:
- Q1 = toegevoerde brandstofenergie per kg lucht (kJ/kg lucht)
- Cpv = specifieke warmtecapaciteit gassen bij constante druk over de gemiddelde temperatuur (kJ/K/kg lucht)
- T3  = turbine-inlaattemperatuur (K of °C)
- T2' = gemeten compressorperstemperatuur (K of °C)

De turbine-inlaattemperatuur T3 kan bij een gasturbine om technische redenen niet direct gemeten worden. Aangezien deze temperatuur van groot belang is voor de regeling en de beveiliging van de machine wordt hij door berekening verkregen, met behulp van bovenstaande energiebalans.

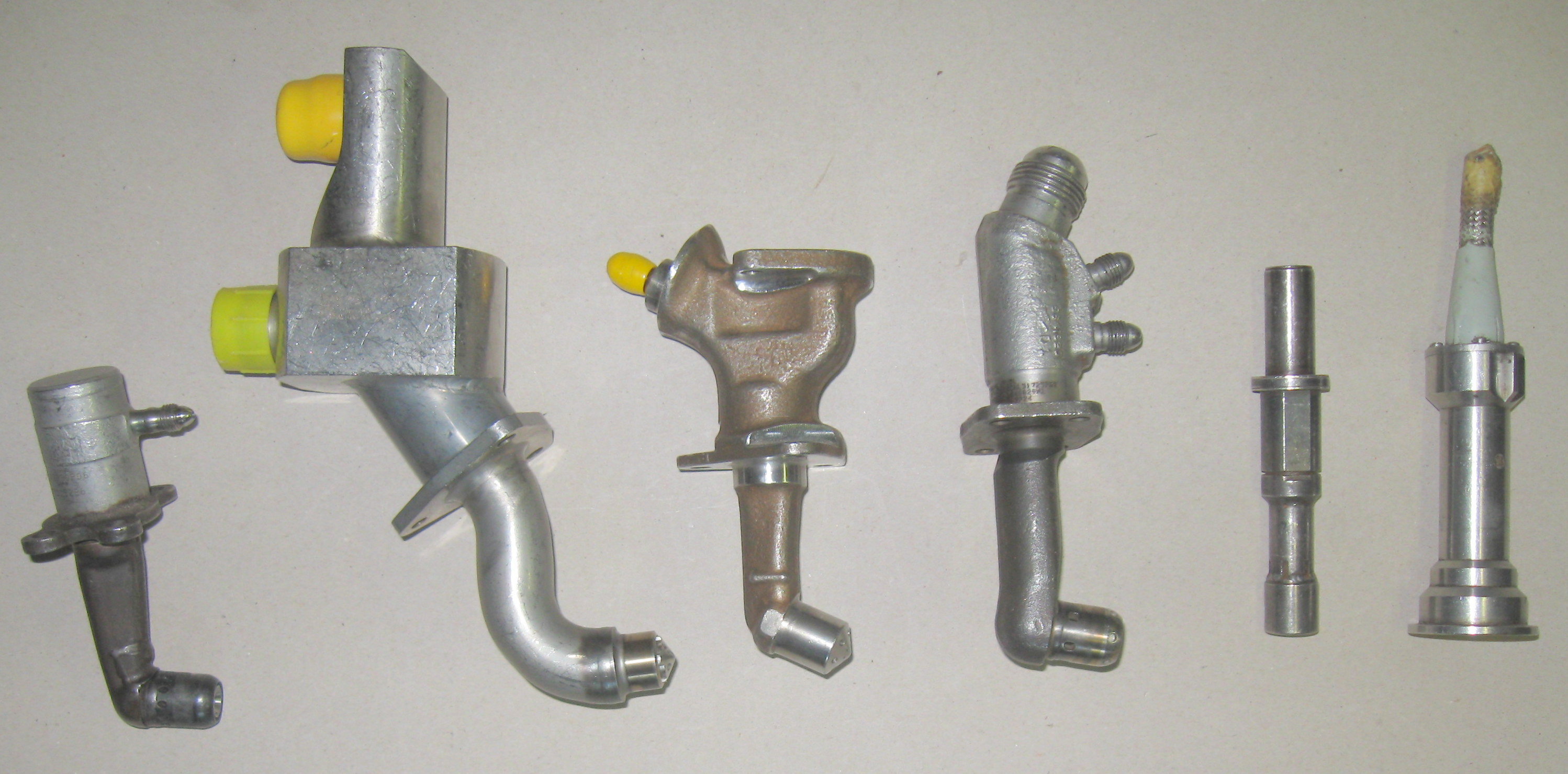
Brandstofverstuivers. V.l.n.r. olie, gas met stoominjectie, gas met waterinjectie, dual fuel (gas en olie met waterinjectie), bougie, vlambewaker

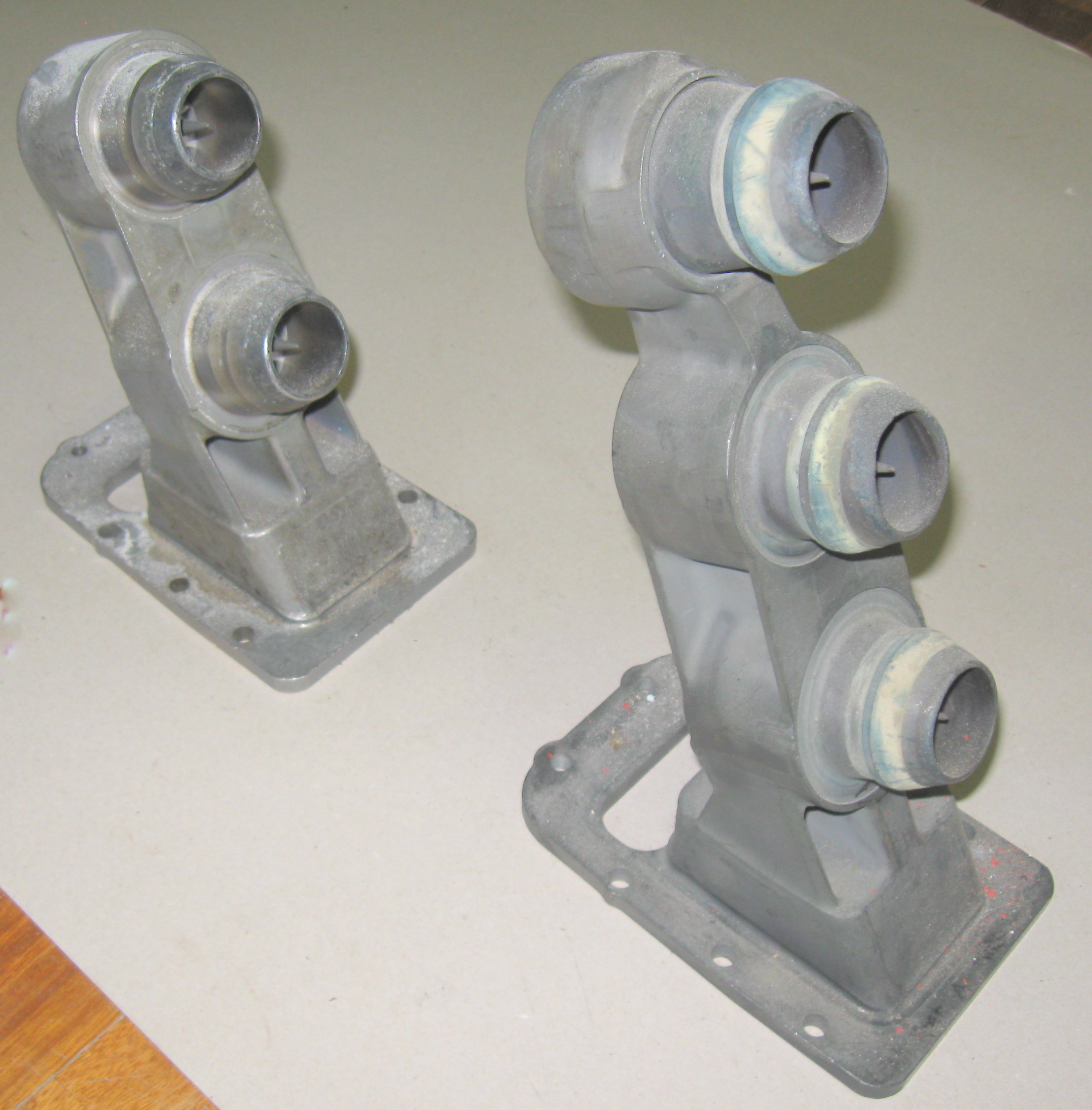
Voormengende brandstofverstuivers ("premixers") voor gas

## Milieumaatregelen
In een verbrandingsproces kunnen voor het milieu schadelijke stikstofoxiden (NO en NO2) ontstaan, gewoonlijk samengevat als "NOx". De hoofdoorzaak van het ontstaan van stikstofoxiden is de hoge temperatuur van de vlam. De vorming van stikstofoxiden is tegen te gaan door de vlamtemperatuur te verlagen. Hiervoor zijn vijf methoden in gebruik:
1. waterinjectie in de vlam (veel toegepast bij oliebrandstof)
2. stoominjectie in de vlam (veel toegepast bij gasbrandstof)
3. het vergroten van het aantal branders (veel kleine in plaats van weinig grote vlammen)
4. getrapte verbranding (twee vlamringen na elkaar)
5. het toevoeren van een grote overmaat aan lucht aan de branders, door middel van voormengende branders ("premixers")

Bij de methoden 4 en 5 realiseert men een arme verbranding met een lagere vlamtemperatuur, typisch 1600°C. Hierbij moet wel gezorgd worden dat bij de lagere vlamtemperatuur de vorming van CO (koolstofmonoxide) niet toeneemt. Door de grotere kans op instabiliteit is bij arme verbranding een snel reagerend regelsysteem noodzakelijk.